# Apagy
Apagy (hongrois : Apagy [ˈɒpɒɟ]) est une localité hongroise située dans le comitat de Szabolcs-Szatmár-Bereg.

## Histoire
Le village, fondé au XIIIe siècle, est mentionné dans les documents les plus anciens sous le nom d'Opag.  
Grâce à sa position stratégique, Apagy devint une localité importante et accueillit à plusieurs reprises des assemblées du comitat. L'une de ces réunions aboutit notamment à la désignation de Nyíregyháza comme chef-lieu du comitat de Szabolcs.  
Un document de 1466, conservé aux Archives nationales, mentionne Mohos comme localité voisine d'Apagy, alors propriété de la famille Várday.  
Apagy fut également le siège de la Diète hongroise de 1608.  
Au début du XVe siècle, la localité appartenait à la famille Kemecsey. Au XVIe siècle, elle connut plusieurs propriétaires, parmi lesquels les familles Apagyi, Csajkos, Diószeghy, Hetey, Osváth, Puskás, Szegedy, Szentmiklóssy, Szécsy, Szilágyi, Zoltán et Zsiday.  
Dès le début du XVIIe siècle, les pasteurs réformés d'Apagy sont répertoriés dans les archives. Parmi eux figurent Pál Gyügyei (1620), Tóbiás Batizi (1624), János Domahidi (1625-1627) et Boldizsár Endrédi (1628), tous cités dans les registres de dîmes.  
Au début du XXe siècle, la famille Zoltán et ses héritiers, ainsi que Mayer Leveleki, possédaient des terres à Apagy.  
À l'origine un village-rue, Apagy connut un développement significatif au XVIIIe siècle. La construction de la ligne ferroviaire Nyíregyháza–Vásárosnamény en fit par la suite un centre régional.  

## Population

### Minorités culturelles et religieuses
Lors du recensement de 2001, 99 % des habitants se déclaraient Hongrois et 1 % Roms.  
En 2011, 87,8 % de la population s'identifiait comme Hongroise, 0,7 % comme Rom, 0,2 % comme Allemande et 0,2 % comme Roumaine, tandis que 12,2 % n'ont pas répondu (en raison des identités multiples, le total peut dépasser 100 %).  
Concernant l'appartenance religieuse, 27,5 % étaient catholiques romains, 34,7 % réformés, 15,8 % catholiques grecs, 0,4 % évangéliques, 3,1 % sans appartenance religieuse, tandis que 16,3 % n'ont pas répondu.  
En 2022, 94 % des habitants se déclaraient Hongrois, 0,3 % Ukrainiens, 0,3 % Allemands, 0,2 % Polonais, 0,1 % Roms, 0,1 % Roumains, et 0,8 % appartenaient à une autre nationalité étrangère, tandis que 5,8 % n'ont pas répondu.  
Concernant la religion, 20,2 % étaient catholiques romains, 31,9 % réformés, 15,3 % catholiques grecs, 1 % autres chrétiens, 0,5 % évangéliques, 3,3 % sans appartenance religieuse, tandis que 27,5 % n'ont pas répondu.  

## Équipements

### Réseaux extra-urbains
La localité est traversée par la route nationale 41, son principal axe de communication, qui permet de rejoindre Nyíregyháza et Vásárosnamény. Elle est également reliée à Nyírtét et, par extension, à Székely via la route 4103.  
Concernant le réseau ferroviaire, Apagy est desservie par la ligne 116 Nyíregyháza–Vásárosnamény. La halte ferroviaire d'Apagy, située dans la partie sud de la localité, est accessible par la route secondaire 41 317.  

## Patrimoine local
L'église réformée d'Apagy, construite au XVe siècle, est un édifice de style gothique qui se distingue par son mobilier intérieur de style Art nouveau. Témoignage de l'évolution architecturale et culturelle de la localité, elle reste un lieu de culte majeur pour la communauté réformée.  
La localité possède plusieurs sites naturels remarquables, dont le lac Mohos, classé aire naturelle protégée, et le lac Kenderáztató, autrefois utilisé pour le rouissage du chanvre, activité traditionnelle de la région.  
Le centre d'Apagy, organisé autour de sa place principale, constitue un lieu de rassemblement et un point de repère pour les habitants. On y trouve plusieurs monuments commémoratifs, notamment le mémorial de la Première Guerre mondiale et celui de la Seconde Guerre mondiale, rendant hommage aux habitants tombés au combat.  
Apagy compte également deux églises majeures : l'église grecque-catholique, qui témoigne de la diversité religieuse de la région, et l'église catholique romaine, lieu de culte central pour la communauté catholique.

## Vie sportive
Le club de football local a été fondé en 1954. Après plusieurs décennies de compétition, il a remporté le championnat de NB III lors de la saison 1995-1996, ce qui lui a permis d'accéder à la NB II, deuxième division du championnat hongrois. Depuis, le club évolue à ce niveau, où son meilleur résultat a été une troisième place obtenue lors de la saison 2010-2011.  